# Ковеньяс
Кове́ньяс (исп. Coveñas) — город и муниципалитет, расположенный в департаменте Сукре на севере Колумбии. Он был основан в XVI веке как порт для работорговцев, а в XX веке стал нефтяным портом. Получил статус муниципалитета в 2002 году. Сейчас город является популярным местом отдыха для людей из Колумбийского Андского региона.

## История
Этот район был основан в 1560 году в качестве вспомогательного порта. Затем в начале 1900-х годов, после того, как рабство было объявлено незаконным, он стал торговым портом для мяса. В 1971 году в этом районе была обнаружена нефть, и вскоре многие колумбийские нефтяные компании начали там обустраиваться. В конце 1970-х годов были построены отели для развития туризма. Ковеньяс стал городом и муниципалитетом в 2002 году.

## Транспорт
Из Толу идет много автобусов в Ковеньяс. Также есть лодки, но нет никаких причалов в этом районе. Лодка может прибыть из Толу и прямо к пляжам. Людям придется идти на пляжи и выходить на мелководье, чтобы попасть на свою лодку. Город обслуживается аэропортом Ковеньяс, являющимся военным аэропортом, который время от времени предлагает некоторые чартерные рейсы.

Муниципалитет Ковеньяс